# Cayetana Fitz-James Stuart
Pour les articles homonymes, voir Fitz, James, Stuart, Silva et Fitz-James (homonymie).
Cayetana Fitz-James Stuart y de Silva, généralement connue comme Cayetana Fitz-James Stuart ou Cayetana de Alba (née le 28 mars 1926 au palais de Liria, à Madrid, et décédée le 20 novembre 2014 au palacio de las Dueñas, à Séville), est une aristocrate espagnole, 18e duchesse d'Albe, chef de la maison d'Albe et figure importante de la société espagnole. Elle est la troisième femme à hériter du titre dans sa dynastie. Cayetana est descendante directe du roi Jacques II d'Angleterre par le biais de son fils illégitime, Jacques Fitz-James, né de sa relation avec sa maîtresse Arabella Churchill.
D’après le Livre Guinness des records, Cayetana d'Albe est l'aristocrate ayant porté le plus grand nombre de titres dans le monde sous un gouvernement en vigueur qui les reconnaît légalement : elle était 8 fois duchesse, 19 fois marquise, 22 fois comtesse, une fois vicomtesse, une fois comtesse-duchesse et connétable et une fois dame, en plus d’être 14 fois grande d'Espagne.

## Biographie
Son nom complet est María del Rosario Cayetana Paloma Alfonsa Victoria Eugenia Fernanda Teresa Francisca de Paula Lourdes Antonia Josefa Fausta Rita Castor Dorotea Santa Esperanza Fitz-James Stuart y Falcó de Silva y Gurtubay.

### Enfance
Fille unique de Jacobo Fitz-James Stuart y Falco, 17e duc d'Albe, et de María del Rosario de Silva y Gurtubay, 15e duchesse d'Aliaga, 10e marquise de San Vicente del Barco et 22e comtesse de Siruela, l'enfance de Cayetana est marquée par la tristesse, comme elle-même l'a confessé.
Sa mère, malade d'une foudroyante tuberculose, est isolée afin d’éviter une éventuelle contamination. Ainsi, Cayetana a affirmé n'avoir que de vagues souvenirs de sa mère. Finalement, après la mort de sa mère, Cayetana, qui n'a alors que trois ans, est élevée par une nourrice. Son père, qui lui donne une éducation stricte, est toujours près d'elle. C'est son père qui introduit Cayetana dans le monde des arts et du savoir. Pendant son enfance, Cayetana reçoit le surnom familial de « Tana » ou « Tanuca ».
Cayetana est l'arrière-petite-fille de María Francisca de Sales Portocarrero, sœur aînée d'Eugénie de Montijo, et donc l'arrière-petite-nièce de l'impératrice des Français.

### Vie à Londres
Lors du déclenchement de la Guerre d'Espagne, la famille d'Albe, qui vivait en exil depuis la proclamation de la Seconde république espagnole en 1931, se déplace à Londres, où son père est nommé ambassadeur par Franco. Le palais de Liria, sa résidence officielle, est détruit dans sa quasi-totalité à cause des bombardements, et est aussi la cible de vols et de pillages. Heureusement, une grande partie des œuvres d'art des Albe a été transférée au préalable dans les caves de la banque d'Espagne.
Aussi, à Londres, Cayetana endure les ravages de la Seconde Guerre mondiale et vit de près les bombardements ciblant la capitale. À 16 ans, Cayetana a comme camarade de cours un des petits-fils de Léon Tolstoï, ainsi que d'autres camarades, tous enfants de diplomates. Cayetana rend souvent visite à son lointain parent, Winston Churchill. Grâce à son bagage culturel et éducatif, Cayetana parle couramment cinq langues.

### Premier mariage
De retour en Espagne, Cayetana, suit les conseils de son père, et se marie avec l’ingénieur industriel Luis Martínez de Irujo y Artázcoz (es) (17 novembre 1919 - 6 septembre 1972), fils du duc de Sotomayor, dans une cérémonie qui a lieu dans la cathédrale de Séville le 12 octobre 1947. Le mariage provoque un grand impact dans la société de l’époque ; à tel point que le journal Libération[Lequel ?] le qualifie alors de « mariage le plus cher du monde » (près de vingt millions de pesetas de l’époque). De ce mariage naissent six enfants, qui détiennent tous un titre de noblesse avec la dignité de grand d'Espagne héritée de leur mère :
- Carlos Fitz-James Stuart y Martínez de Irujo (Madrid, 2 octobre 1948), 19e duc d'Albe (à partir du 20 novembre 2014), responsable de la fondation Alba. Il a épousé le 18 juin de 1988 à Séville Matilde Solís-Beaumont y Martínez-Campos, divorcé :
  - Fernando Cayetano Luis Jesús Fitz-James Stuart y Solís, (Madrid, 14 septembre 1990), Marié le 6 octobre 2018 à Sofía Palazuelo Barroso :
    - Rosario Fitz-James Stuart y Palazuelo (8 septembre 2020)
    - Sofía Fitz-James Stuart y Palazuelo (10 janvier 2023)

  - Carlos Arturo José María Fitz-James Stuart y Solís (es), (Madrid, 29 novembre 1991) ;
- Alfonso Martínez de Irujo y Fitz-James Stuart (es) (Madrid, 22 octobre 1950), 16e duc d'Aliaga (à partir du 23 avril 1954). Il est diplômé en économie à l'Université Complutense de Madrid et directeur avec son frère Charles. Il a vécu à Paris, où il a travaillé pour JP Morgan. Il est administrateur de la Fondation Casa de Alba. Marié le 4 juillet 1977 à Marbella avec la princesse Marie de la Sainte Trinité de Hohenlohe-Langenburg (8 avril 1957), divorcé en 1987 :
  - Luis Martínez de Irujo y Hohenlohe (29 mai 1978). Marié le octobre 2016 à Adriana Marín Ugarte : 
    - Mencia Martínez de Irujo y Marín (née en 2018)

  - Javier Martínez de Irujo y Hohenlohe (9 janvier 1981). Marié le 20 septembre 2008 à Jerez de la Frontera avec Inés Fernández-Domecq y Govantes (1983) :
    - Sol Martínez de Irujo y Domecq (née en 2011),
    - Alfonso Martínez de Irujo y Domecq (né en 2013) ;
- Jacobo Fitz-James Stuart y Martínez de Irujo (Madrid, 15 juillet 1954), 24e comte de Siruela (depuis le 9 juin 1982). Il a étudié l'art, mais a quitté l'université. Il a fondé deux maisons d'édition (Siruela et Atalanta). Marié le 1er novembre 1980 à Madrid avec María Eugenia Fernández de Castro y Fernández-Shaw (15 octobre 1954), divorcé :
  - Jacobo Fitz-James Stuart y Fernández de Castro, (Madrid, 23 mars 1981). Marié le 14 mai 2011 au palais de Liria avec Asela Pilar Pérez Becerril :
    - Asela Fitz-James Stuart y Pérez (née en 2012),
    - Jacobo Fitz-James Stuart y Pérez (né en 2015)[6] ;

  - Brianda Eugenia Fitz-James Stuart y Fernández de Castro, (Madrid, 11 avril 1984) ;
- Fernando Martínez de Irujo y Fitz-James Stuart (es) (Madrid, 11 juillet 1959), 12e marquis de San Vicente del Barco (à partir du 26 janvier 1994). Il a étudié le droit à la CEU San Pablo, dépendant alors de l'Université Complutense de Madrid ;
- Cayetano Martínez de Irujo y Fitz-James Stuart (en) (Madrid, 4 avril 1963), 14e comte de Salvatierra (depuis le 26 janvier 1994). Marié le 15 octobre 2005 à Séville avec Genoveva Casanova González (Mexico, 30 novembre 1976), séparé :
  - Luis Martínez de Irujo y Casanova, (Mexico, 25 juillet 2001),
  - Amina Martínez de Irujo y Casanova, (Mexico, 25 juillet 2001) ;
- Eugenia Martínez de Irujo y Fitz-James Stuart (en) (Madrid, 26 novembre 1968), 11e duchesse de Montoro (au 24 novembre 1994). Mariée le 23 octobre 1998 à Séville avec Francisco Rivera Ordóñez, dont elle a divorcé en 2002 :
  - Cayetana Rivera y Martínez de Irujo, (Séville, 16 octobre 1999).

### Autres mariages
Veuve en 1972, elle épouse en 1978 Jesús Aguirre y Ortiz de Zárate (es) (1937–2001), docteur en théologie et ancien jésuite. Le mariage suscite la polémique. De nouveau veuve, elle épouse en 2011 Alfonso Díez Carabantes (es) (né en 1950), fonctionnaire, de vingt-quatre ans son cadet, entraînant de nouvelles polémiques.
En 2009, elle reçoit la Médaille d'or du mérite des beaux-arts par le Ministère de l'Éducation, de la Culture et des Sports pour ses efforts de mécénat.

## Titres

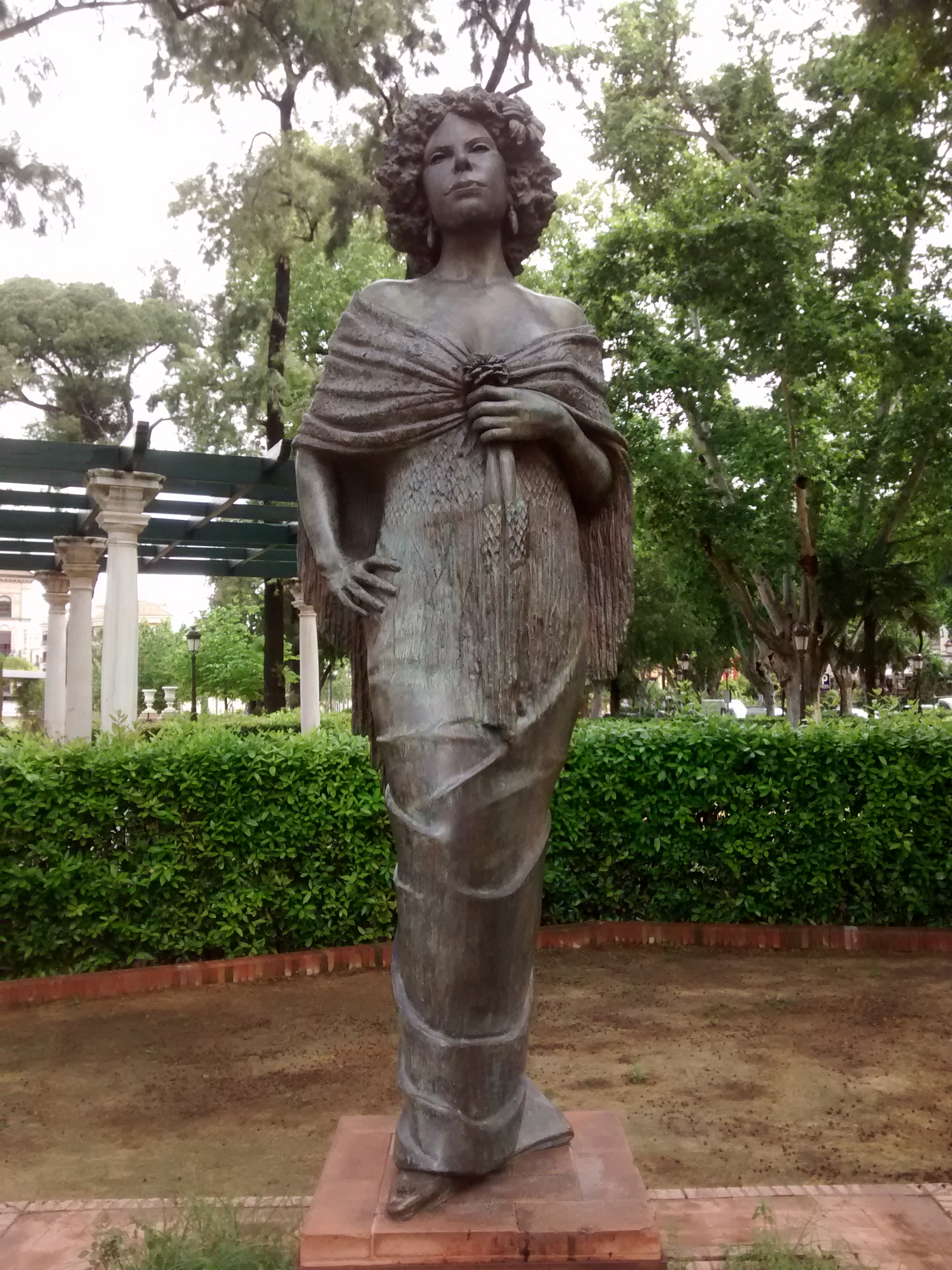
Statue de Cayetana Fitz-James Stuart à Séville.

### Titres avec grandesse d'Espagne

#### 8 duchés
- 18e duchesse d'Albe de Tormes
- 15e duchesse d'Aliaga (titre cédé à son fils Alfonso)
- 3e duchesse d'Arjona (es) (titre cédé à son fils Cayetano)[9]
- 11e duchesse de Berwick (en) (pairie jacobite transformée en titre espagnol)
- 17e duchesse de Híjar (en) (titre cédé à son fils Alfonso)[10]
- 11e duchesse de Liria y Jérica (es)
- 12e duchesse de Montoro (en) (titre cédé à sa fille Eugenia)

#### 1 comté-duché
- 14e comtesse-duchesse d'Olivares (d)

#### 2 marquisats
- 16e marquise du Carpio (en)
- 11e marquise de San Vicente del Barco (es) (titre cédé à son fils Fernando)

#### 9 comtés
- 19e comtesse d'Aranda (es) (titre cédé à son fils Alfonso)[11]
- 22e comtesse de Lemos
- 19e comtesse de Lerín (es), connétable de Navarre et d'Éibar
- 21e comtesse de Miranda del Castañar (es)
- 16e comtesse de Monterrey (es)
- 20e comtesse d'Osorno (en)
- 18e comtesse de Palma del Río (es) (titre cédé à son fils Alfonso)[12]
- 12e comtesse de Salvatierra (es) (titre cédé à son fils Cayetano)
- 23e comtesse de Siruela (es) (titre cédé à son fils Jacobo)

### Titres sans grandesse d'Espagne

#### 17 marquisats
- 16e marquise de La Algaba (es)
- 18e marquise d'Almenara (es) (titre cédé à son fils Alfonso)[13]
- 18e marquise de Barcarrota (es)
- 10e marquise de Castañeda
- 19e marquise de Coria (es)
- 12e marquise d'Eliche (es)
- 17e marquise de Mirallo (es)
- 21e marquise de la Mota (es)
- 20e marquise de Moya (es)
- 15e marquise d'Orani (es) (titre cédé à son fils Alfonso) [14]
- 11e marquise d'Osera (es)
- 14e marquise de San Leonardo (es)
- 19e marquise de Sarria
- 12e marquise de Tarazona (es)
- 17e marquise de Valdunquillo (es)
- 21e marquise de Villanueva del Fresno (en)
- 16e marquise de Villanueva del Río (es)

#### 13 comtés
- 20e comtesse d'Andrade (es)
- 15e comtesse d'Ayala (es)
- 15e comtesse de Casarrubios del Monte (es)
- 12e comtesse de Fuentes de Valdepero (es)
- 11e comtesse de Fuentidueña (es)
- 16e comtesse de Galve (es)
- 18e comtesse de Gelves (es)
- 16e comtesse de Guimerá (es) (titre cédé à son fils Alfonso)[15]
- 21e comtesse de Modica (en) (originaire du royaume de Sicile)
- 23e comtesse de Ribadeo (titre cédé à son fils Alfonso)[16]
- 23e comtesse de San Esteban de Gormaz (es)
- 11e comtesse de Santa Cruz de la Sierra (es)
- 21e comtesse de Villalba (es)

#### 1 vicomté
- 13e vicomtesse de la Calzada (es)

#### 1 seigneurie
- 29e dame de Moguer (es)